# SAVE THE WORLD
《SAVE THE WORLD》是野水いおり的第4張單曲，由FlyingDog於2013年5月8日發行。收錄曲目由藤林聖子、酒井ミキオ製作。

## 概要
單曲《SAVE THE WORLD》收錄的同名歌曲為電視動畫《約會大作戰》第一季第2、4、6、8、10、12話的片尾曲，是一首流行且朗朗上口的歌曲。歌詞反映了五河士道的直率感情，但由於野水本人是女性，因此歌曲有一種孩子氣的可愛風格。根據工作人員的提議，歌曲中還刻意插入了朗讀部分。MV以太空人風格的野水和戴著紅頭巾的野水交替出現，呈現出一種科幻風格，後者還有在團地上滑行賽格威的場景。
單曲以附帶DVD的限量版（VTZL-51）和普通版（VTCL-35151）兩種版本發行，限量版附帶了收錄本曲MV的DVD。
單曲的第二首曲目「SAVE MY HEART」收錄了該動畫第一季第3、7、9、11話的片尾曲，是一首節奏快且激烈的歌曲。歌詞與主打曲相反，反映了女孩子的心情，曲調帶有一種活潑感，強調了弦樂的作用。
單曲的第三首曲目收錄了該動畫第一季第5話的片尾曲，是一首歌詞描寫女孩內心真實感情的傷感歌曲。

## 收錄曲目
| CD單曲   | CD單曲                                                               | CD單曲   | CD單曲       | CD單曲     | CD單曲 |
| 曲序     | 曲目                                                                 |          | 作曲         | 編曲       | 时长   |
| -------- | -------------------------------------------------------------------- | -------- | ------------ | ---------- | ------ |
| 1.       | SAVE THE WORLD（電視動畫《約會大作戰》第2、4、6、8、10、12話片尾曲） | 藤林聖子 | 酒井ミキオ   | 酒井ミキオ | 3:56   |
| 2.       | SAVE MY HEART（電視動畫《約會大作戰》第3、7、9、11話片尾曲）         | 藤林聖子 | Meis Clauson | 上杉洋史   | 3:51   |
| 3.       | （電視動畫《約會大作戰》第5話片尾曲）                                | 真名杏樹 | 雅大         | 雅大       | 5:02   |
| 4.       | SAVE THE WORLD（without Iori）                                       |          |              |            |        |
| 5.       | SAVE MY HEART（without Iori）                                        |          |              |            |        |
| 6.       | （without Iori）                                                     |          |              |            |        |
| 总时长： | 总时长：                                                             | 总时长： | 总时长：     | 总时长：   | 25:37  |

| DVD（僅初回限定盤） | DVD（僅初回限定盤）           |
| 曲序                | 曲目                          |
| ------------------- | ----------------------------- |
| 1.                  | SAVE THE WORLD（Music Video） |